# 원종우
원종우(1970년 ~ )는 대한민국의 음악인, 기타리스트, 문화운동가, 작가이다.

## 음악, 문화 활동
원종우는 1990년대 초반 시절 인디운동의 창안자 중 한 사람이다. 그는 경희대학교 철학과 재학 중이던 1991년 락 음악 활동을 시작했다. 그의 작품 활동은 대한민국 최초의 독립 음반 (회사의 이름을 빌렸지만 모든 작업을 자체적으로 함)인 "Bad Taste" (1995년)와 "One Day Tours" (1997년), "Smell Like Nirvana" (1997년) 등이 있다. "Bad Taste"의 타이틀곡인 "아무 생각 없이"와 "난들 아니", "노르웨이의 숲", "Smells Like Nirvana"의 "Smells like teen spirit" 등이 유명하다.
그 후 딴지일보에서 파토 (pato)라는 필명으로 글을 쓰며 딴지일보의 전성기에 일조했다.

## 학력
- 경희대학교 철학과 중퇴
- 영국 런던 칼리지 오브 뮤직 앤 미디어 학사

## 현재
현재 딴지일보에서 고정 필진으로 글을 쓰고 있으며, 프리랜서로 여러 강연이나 방송 작가로도 활동하고 있다.(Podcast에 파토의 과학하고 앉아있네를 연재하고 있음)

## 최근의 활동
기타와 음악을 배우기 위해 영국으로 유학을 떠났다.(2002~2006)
그가 방송작가로서 참여하였던 SBS <코난의 시대>는 2009 휴스턴 필름 페스티벌 다큐멘터리 부문 대상을 수상했다.

## 여러 사건 해결 노력
원종우는 영국 유학 시절이던 2002년, 이경운 사건 (영국 유학생 이경운이 의문의 교통사고로 사망한 사건으로, 당시 유족은 그의 시신조차 보지 못했고 부검 당시 찍었다는 사진은 현지 전문가로부터 강한 조작 의혹을 받았다. 국립과학수사연구소까지 개입했으나 결국 의문의 사건으로 종결되었다.)의 해결을 위해 직접적으로 개입했다. 영국 현지 언론과 대한민국 언론에 이를 알리고 네티즌 청원운동을 하는 등 사건 공론화에 큰 기여를 했다.
또한 2009년에는 한지수 사건 (온두라스에서 살인범 누명을 쓰고 수감되었으나 적극적 구명활동의 결과 무죄 선고후 2011년 1월 귀국했다.)을 딴지일보와 트위터(patoworld) 등을 통해 세상에 알려 사건 공론화에 큰 기여를 하기도 하였다.

## 저서
- 《구라 논픽션 외계문명과 인류의 비밀》 (한스컨텐츠) 2011년 7월 ISBN 978-89920084-6-4
- 《조금은 삐딱한 세계사 (우리가 알지 못한 유럽의 속살, 유럽편)》 (역사의아침) 2012년 12월 ISBN 978-89931195-4-1
- 《조금은 삐딱한 세계사 (우리가 알지 못한 유럽의 속살)》 (역사의아침(위즈덤하우스)) 2012년 12월 ISBN 978-60007158-7-8
- 《태양계 연대기 (지구와 그 주변의 잊혀진 역사를 찾아서)》 (유리창) 2014년 7월 ISBN 978-89979181-3-3
- 《파토의 호모 사이언티피쿠스 (현대과학.인문학.SF를 통섭하는 재미)》 (생각비행) 2014년 11월 ISBN 978-89945022-4-3
- 《과학하고 앉아있네 2 (이명현의 외계인과 UFO, 외계 문명과 UFO는 있다? 없다?)》 (동아시아) 2015년 1월 ISBN 978-89626209-4-8
- 《과학하고 앉아있네 1 (이정모의 공룡과 자연사)》 (동아시아) 2015년 1월 ISBN 978-89626209-3-1
- 《정치가의 연애》 (바이북스) 2015년 6월 ISBN 978-89924679-8-8
- 《과학하고 앉아있네 3 (김상욱의 양자역학 콕 찔러보기)》 (동아시아) 2015년 7월 ISBN 978-89626210-7-5
- 《태양계 연대기》 (유리창) 2015년 7월 ISBN 979-11555732-1-1
- 《호모사피엔스씨의 위험한 고민》 (메디치미디어) 2015년 11월 ISBN 979-11570604-5-0
- 《과학하고 앉아있네 4 (김상욱의 양자역학 더 찔러보기)》 (동아시아) 2016년 3월 ISBN 978-89626213-3-4
- 《희망을 통찰하다 (우리 시대의 청춘특강)》 (정한책방) 2016년 3월 ISBN 979-11954650-4-0
- 《과학하고 앉아있네 5 (윤성철의 별의 마지막 모습, 초신성)》 (동아시아) 2016년 6월 ISBN 978-89626214-6-4
- 《과학하고 앉아있네 6 (김대수의 사랑에 빠진 뇌)》 (동아시아) 2017년 6월 ISBN 978-89626218-5-3
- 《과학하고 앉아있네 7 (K박사의 태양계 탐사기, 태양계 외계 생명체의 흔적을 찾아서)》 (동아시아) 2017년 7월 ISBN 978-89626218-9-1
- 《과학하고 앉아있네 8 (선창국의 지진 흔들어보기)》 (동아시아) 2018년 3월 ISBN 978-89626221-9-5
- 《과학하고 앉아있네 9 (김우재의 초파리 사생활 엿보기)》 (동아시아) 2018년 5월 ISBN 978-89626222-7-0
- 《과학하고 앉아있네 10 (이소연의 우먼 인 스페이스)》 (동아시아) 2018년 10월 ISBN 978-89626224-4-7
- 《파토 원종우의 태양계 연대기 (과학과 역사, 우주적 상상력이 결합한 다큐멘터테인먼트)》 (동아시아) 2019년 2월 ISBN 978-89626226-7-6
- 《나는 슈뢰딩거의 고양이로소이다》 (아토포스) 2019년 12월 ISBN 979-11-85585-81-9